# Теллурид диспрозия(II)
Теллурид диспрозия(II) — бинарное неорганическое соединение
диспрозия и теллура с формулой DyTe,
тёмные кристаллы.

## Получение
- Сплавление стехиометрических количеств тонкоизмельченных чистых веществ в вакууме:

{\displaystyle {\mathsf {Dy+Te\ {\xrightarrow {500-1000^{o}C}}\ DyTe}}}

## Физические свойства
Теллурид диспрозия(II) образует тёмные кристаллы
кубической сингонии,
пространственная группа F m3m,
параметры ячейки a = 0,6075—0,6092 нм.
Обладает металлической проводимостью.